# Julio Bardi
Julio Juan Bardi (Buenos Aires, 23 de agosto de 1925) es un militar perteneciente a la Armada Argentina, doctor en geografía y docente universitario que condujo el Ministerio de Bienestar Social y Salud Pública durante la presidencia de facto de Jorge Rafael Videla. Entre mayo de 1980 y el mismo mes de 1983 fue presidente de la Bolsa de Comercio de Buenos Aires.

## Carrera
Fue infante de marina y ostentando la jerarquía de contralmirante estuvo al frente del Comando de la Infantería de Marina desde enero de 1974 hasta su designación como ministro de Bienestar Social el 29 de marzo de 1976. Es profesor de Geografía.

### Ministro
Entre febrero de 1977 y febrero de 1978, como contraalmirante, fue jefe de Inteligencia del Estado Mayor General de la Armada. Mientras se desempeñaba como ministro afirmó, ante la pregunta de un periodista sobre la drogadicción en los jóvenes, que era algo más frecuente entre los jóvenes estudiantes de clase alta y no en los obreros, ya que «a veces el exceso de pensamiento puede motivar estas desviaciones».
Renunció al cargo el 30 de octubre de 1978, a raíz de sus diferencias con la gestión de José Alfredo Martínez de Hoz, como así también los ministros Relaciones Exteriores y Culto, Oscar Antonio Montes; Planeamiento, Carlos E. Laidlaw; Justicia, Julio Arnaldo Gómez; y Defensa, José María Klix. Bardi fue reemplazado por Jorge A. Fraga. Todas las renuncias fueron aceptadas el 6 de noviembre de 1978, según el decreto 2656/1978 del Poder Ejecutivo.

## Actividad posterior al retiro
Pasó a retiro en enero de 1980 y en mayo de ese mismo año ejerció la presidencia del Bolsa de Comercio de Buenos Aires hasta mayo de 1983.
Integra el Consejo de Profesores Eméritos de la Universidad del Salvador representando a la Facultad de Arte y Arquitectura (FAA) en su carácter de doctor en Geografía especializado en la temática de reducción de riesgo de desastres. A sus 99 años continúa ejerciendo como docente en dicha institución universitaria.